# Alexander Golling
Alexander Golling (* 2. August 1905 in München; † 28. Februar 1989 in Rottach-Egern/Oberbayern) war ein deutscher Schauspieler.

## Leben und Karriere
Alexander Golling besuchte in seiner Heimatstadt München 1923 die Schauspielschule von Max Bayrhammer. Nach seinem Debüt am Theater Rudolstadt (1924) und Engagements in Erfurt, Aussig, Heidelberg, Gera und drei Jahre in Leipzig (Intendant Douglas Sirk), wo er bereits den Mephisto spielte, kam er 1934 zur Berliner Volksbühne. Alternierend mit Heinrich George gab er dort unter anderem den Franz Moor in Friedrich Schillers Drama Die Räuber. Seit 1934 sah man ihn als Charakterdarsteller in Filmen wie Der Kurier des Zaren, Der Tiger von Eschnapur und Das indische Grabmal. Neben einer Hauptrolle in Herbert Selpins U-Boot-Drama Geheimakte W.B. 1 (1941/42) hatte er größere Auftritte in den Filmen 90 Minuten Aufenthalt (1936), Dreizehn Mann und eine Kanone (1938) und Gold in New Frisco (1939).
Nach seinem Erfolg als Richard III. am Bayerischen Staatsschauspiel in München 1937 und der darauf folgenden Ernennung zum Staatsschauspieler wurde dem 32-Jährigen 1938 die vakante Intendanz dieses Theaters übertragen, ein Posten, den er bis zum Ende des Krieges innehatte. Kurz bevor die Bomben das Gebäude zerstörten, ließ Golling die Innenausstattung aus der Zeit des Rokoko ausbauen und in Sicherheit bringen. Durch diese Initiative konnte nach dem Krieg das Cuvilliés-Theater in alter Pracht wiedereröffnet werden. Auf der Münchner Bühne gab Golling etwa den Peer Gynt, den Macbeth und Papst Gregor VII. Letztere Rolle brachte ihm den Spitznamen der „der Theaterpapst“ ein. Daraus wurde nach dem Krieg, wegen seiner Nähe zum Nationalsozialismus, „der braune Theaterpapst“. Zum 1. Mai 1933 war er der NSDAP beigetreten (Mitgliedsnummer 2.985.374). Diese Nähe verhinderte nach dem Ende des Zweiten Weltkrieges eine nahtlose Fortsetzung seiner Filmkarriere. Der Prozess seiner Entnazifizierung vor einer Münchener Spruchkammer ging durch drei Instanzen. In der ersten wurde er freigesprochen, in der zweiten als „Belasteter“ eingestuft. Das endgültige Urteil in dritter Instanz klassifizierte ihn 1948 dann als Mitläufer und verurteilte ihn zu einer Zahlung von 500 Mark.
Nach 1945 gehörte er keinem Ensemble mehr an. Ab 1948 spielte er bei Saladin Schmitt in Bochum erneut Theater. Er ging häufig auf Tournee,  gastierte bei Festspielen und spielte bis 1982 an der Kleinen Komödie in München.
Ab 1950 stand er wieder vor der Kamera und blieb zunächst auf Engagements bei Regisseuren wie Veit Harlan, Wolfgang Liebeneiner und Karl Ritter angewiesen, die in der Zeit des Nationalsozialismus ebenfalls auf der Seite des Regimes gestanden hatten. Bis Ende der 1970er Jahre trat er in Nebenrollen in 21 weiteren Filmen auf. Seit Mitte der 1960er Jahre war er daneben häufig auch in Fernsehproduktionen zu sehen.
Golling besetzte 1969 im Lümmel-Film Hurra, die Schule brennt! die Rolle des mürrischen Gymnasiallehrers Blaumeier.
Alexander Golling war von 1937 bis 1941 mit der Schauspielerin Annie Markart verheiratet. Aus einer späteren Ehe mit Gerda Runge (1920–2013) stammt die Schauspielerin Claudia Golling (* 1950).
Seine Grabstätte befindet sich auf dem Friedhof in Rottach-Egern.

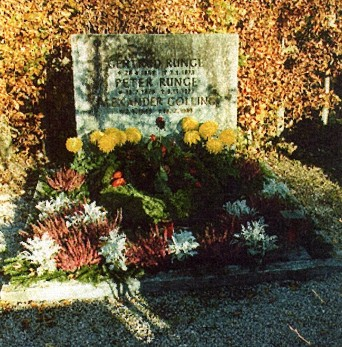
Grabstätte von Alexander Golling

## Filmografie
- 1934: Der stählerne Strahl (Franz Wenzler)
- 1935: Einer zuviel an Bord
- 1935: Liselotte von der Pfalz
- 1935: Der Kurier des Zaren (Richard Eichberg)
- 1935: Der Dschungel ruft (Harry Piel)
- 1935: Das Mädchen Johanna (Gustav Ucicky)
- 1936: Der Kaiser von Kalifornien
- 1936: 90 Minuten Aufenthalt (Harry Piel)
- 1937: Menschen ohne Vaterland (Herbert Maisch)
- 1938: Fahrendes Volk (Jacques Feyder)
- 1938: Der Tiger von Eschnapur (Richard Eichberg)
- 1938: Das indische Grabmal (Richard Eichberg)
- 1938: Sergeant Berry (Herbert Selpin)
- 1938: Dreizehn Mann und eine Kanone (Johannes Meyer)
- 1939: Gold in New Frisco
- 1941: Kameraden (Hans Schweikart)
- 1941: Geheimakte W.B. 1 (Herbert Selpin)
- 1950: Vom Teufel gejagt (Viktor Tourjansky)
- 1951: Unsterbliche Geliebte (Veit Harlan)
- 1953: Staatsanwältin Corda (Karl Ritter)
- 1953: Die kleine Stadt will schlafen gehn (Hans H. König)
- 1954: Schule für Eheglück (Rainer Geis, Toni Schelkopf)
- 1954: Hochstaplerin der Liebe (Hans Heinz König)
- 1954: Die goldene Pest (John Brahm)
- 1954: Ball der Nationen (Karl Ritter)
- 1955: Gestatten, mein Name ist Cox (Georg Jacoby)
- 1955: Der Major und die Stiere (Eduard von Borsody)
- 1955: In Hamburg sind die Nächte lang
- 1956: Zwei Bayern in St. Pauli (Hermann Kugelstadt)
- 1956: Santa Lucia (Werner Jacobs)
- 1956: Die goldene Brücke (Paul Verhoeven)
- 1957: Königin Luise (Wolfgang Liebeneiner)
- 1959: Gangsterjagd in Lederhosen
- 1959: Ein Sommer, den man nie vergißt (Werner Jacobs)
- 1960: Der Schleier fiel…
- 1960: Soldatensender Calais (Paul May)
- 1960: Mein Schulfreund (Robert Siodmak)
- 1961: Vorsätzlich (Konrad Wagner)
- 1961: Wallenstein (Franz Peter Wirth) – Fernseh-Zweiteiler
- 1963: Dantons Tod (Fernsehfilm)
- 1964: Slim Callaghan greift ein (Fernsehserie)
- 1965: Schonzeit für Füchse (Peter Schamoni)
- 1965: Willkommen in Altamont
- 1966: Der Barockengel – Das Kriminalmuseum (Fernsehserie)
- 1966: Der Mann aus Melbourne (Fernsehfilm)
- 1966: Die Gentlemen bitten zur Kasse (Fernseh-Dreiteiler)
- 1966: Conan Doyle und der Fall Edalji (Fernsehfilm) (Karlheinz Bieber)
- 1967: Der verkaufte Großvater (aus der Reihe Der Komödienstadel)
- 1968: Dem Täter auf der Spur – Schrott (Fernsehserie) (Jürgen Roland)
- 1969: Das Wunder des heiligen Florian (aus der Reihe Der Komödienstadel)
- 1969: Hurra, die Schule brennt! (Werner Jacobs)
- 1970: Das Glöcklein unterm Himmelbett
- 1971: Birnbaum und Hollerstauden (Fernsehfilm)
- 1973: Alle Menschen werden Brüder (Alfred Vohrer)
- 1973: Okay S.I.R. – Naturhof Felicitas (Fernsehserie)
- 1974: Karl May (Hans-Jürgen Syberberg)
- 1974: Der Jäger von Fall (Harald Reinl)
- 1974: Die unfreiwilligen Reisen des Moritz August Benjowski
- 1974: Der Kommissar – Traumbilder (Fernsehserie)
- 1974: Das sündige Dorf (aus der Reihe Der Komödienstadel)
- 1974: Die Akte Odessa
- 1975: Abenteuerlicher Simplicissimus (Fernsehserie)
- 1976: Derrick – Der Mann aus Portofino (Fernsehserie) (Dietrich Haugk)
- 1976: Zwickelbach & Co. (Fernsehserie) (13 Folgen)
- 1977: Die Jugendstreiche des Knaben Karl
- 1977: Die seltsamen Abenteuer des Herman van Veen (Fernsehserie)
- 1978: Der Komödienstadel – Der ledige Hof
- 1979: Der Ruepp
- 1979: Der Alte – Pensionstod (Fernsehserie)
- 1983: Der Glockenkrieg (Fernsehfilm)